# العكد (المخادر)

تعديل مصدري - تعديل

العكد محلة تابعة لقرية بيت الجعدي، التابعة لعزلة بضعة بمديرية المخادر إحدى مديريات محافظة إب في الجمهورية اليمنية، بلغ تعداد سكانها 89 حسب تعداد اليمن لعام 2004.